# F. Murray Abraham

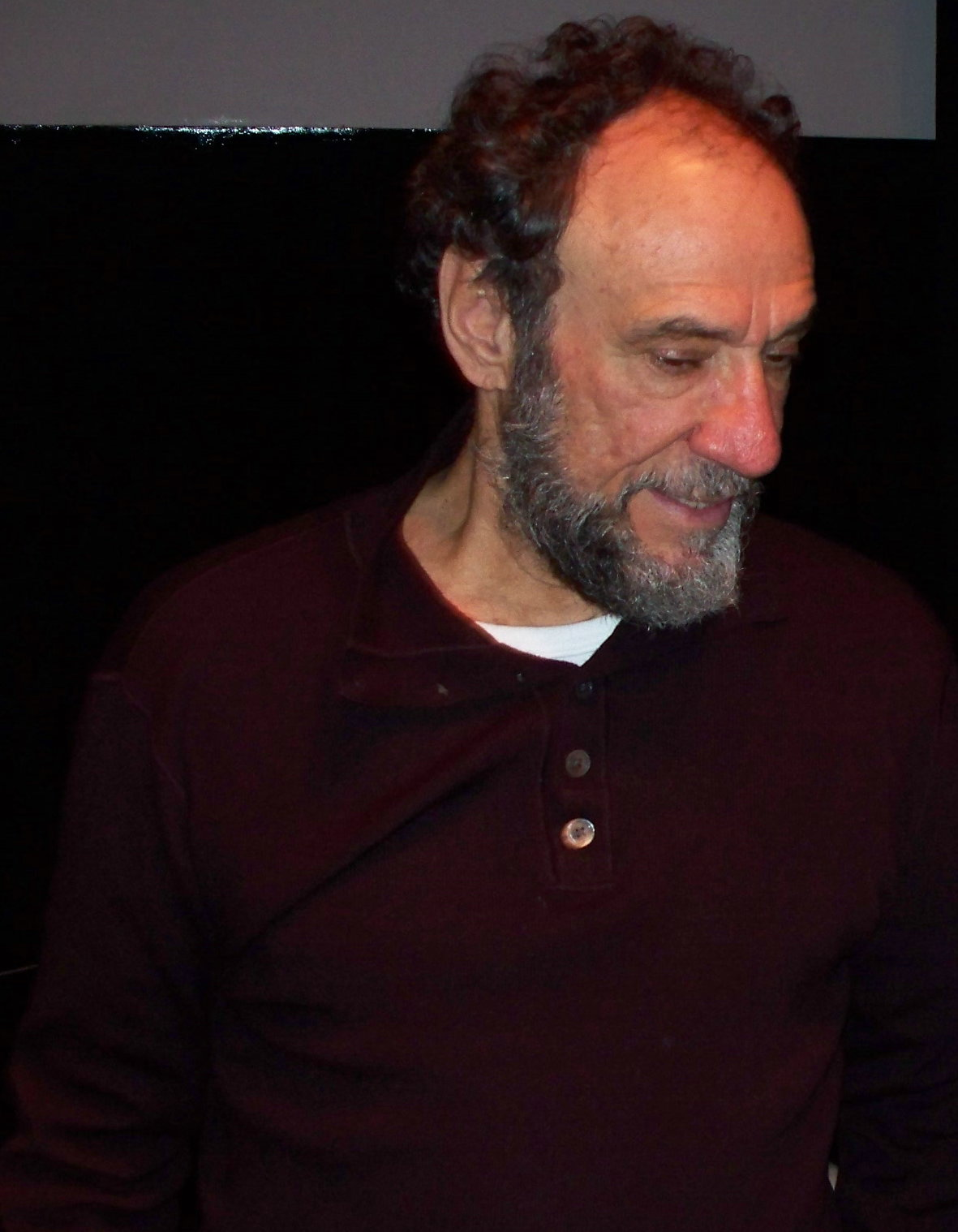
F. Murray Abraham în 2008

Fahrid Murray Al-Ahmad Abraham (arabă: ﻱﻴﺵ ﺞﺜﺙ ﻙﻘﭪ ﭐﭖﺏ) cunoscut ca și F. Murray Abraham[1] (n. 24 octombrie 1939) este un actor american. A obținut Premiul Oscar pentru cel mai bun actor în anul 1985 pentru rolul Antonio Salieri din filmul "Amadeus" (1984).
S-a născut ca fiu al unui imigrant creștin sirian-ortodox din Siria și al unei italo-americane.

## Biografie
Abraham s-a născut în Pittsburgh, Pennsylvania, în 24 octombrie 1939. Este fiul lui Frederick Abraham, un mecanic sirian de religie asiriană, a emigrat în Statele Unite la douăzeci de ani, și Josephine Abraham (născută Stello), casnică americană fiica unor imigranți italieni . A crescut în El Paso (Texas). Abraham a devenit faimos în Italia pentru rolurile de Jacopo în Marco Polo de Giuliano Montaldo și de Innominato în  I promessi sposi de Nocita Salvatore. A avut multe roluri, majoritatea personaje secundare și interpretează aproape tot timpul personaje negative.
În 1983, îl interpretează pe Omar Suarez, traficant de droguri, în fimul Scarface de Brian De Palma.
Datorită interpretării lui Antonio Salieri în filmul Amadeus de Miloš Forman a câștigat premiul Oscar pentru cel mai bun actor,[2] o altă interpretare semnificativă a fost cea a inchizitorului Bernard Gui în filmul  În numele trandafirului. În ciuda Oscarului câștigat nu a avut un succes enorm la Hollywood, preferând teatrul și producții modeste, mai ales în ultima vreme.
În Star Trek: Rebeliune a interpretat antagonistul căpitanului Jean-Luc Picard.
În ultimii ani a strâns un parteneriat artistic cu regizorul Renzo Martinelli, cu care a făcut 5 filme: Piața celor cinci luni (2003), Vânzătorul de pietre(2006), Carnera- The Walking Mountain (2008), Barbarossa filmat în România (2009) și 11 septembrie 1683 (2013).
Ține un curs de recitațione la Cinecittà în cadrul Act Multimedia (Academia de Cinema și Televiziune)

## Filmografie
- Serpico - necreditat
- The Prisoner of Second Avenue, regia Melvin Frank (1975)  - necreditat
- Toți oamenii președintelui regia Alan J. Pakula (1976)
- The Ritz, regia Richard Lester (1976)
- Scarface, regia Brian de Palma (1983)
- Amadeus, regia Miloš Forman (1984)
- Numele trandafirului, regia Jean-Jacques Annaud (1986)
- Russicum - I giorni del diavolo, regia Pasquale Squitieri (1988)
- Un om inocent (An Innocent Man), regia Peter Yates (1989)
- Focul Vanității (The Bonfire of the Vanities), regia Brian De Palma (1990)
- Cadence, regia Martin Sheen (1991)
- By the sword, regia Jeremy Paul Kagan (1991)
- Last Action Hero  Ultimul mare erou, regia John McTiernan (1993)
- Loaded Weapon 1, regia Gene Quintano (1993)
- Nostradamus (1994) – Julius Caesar Scaliger
- Mighty Aphrodite, regia Woody Allen (1995)
- O vacanță în infern, regia Tonino Valerii (1997)
- Mimic, regia Guillermo Del Toro (1997)
- Star Trek: Rebeliune (Star Trek: Insurrection), regia Jonathan Frakes (1998)
- The All New Adventures of Laurel & Hardy in 'For Love or Mummy', regia John R. Cherry III și Larry Harmon (1999)
- Finding Forrester, regia Gus van Sant (2000)
- I cavalieri che fecero l'impresa, regia Pupi Avati (2001)
- 13 fantome (Thir13en Ghosts), regia Steve Beck (2001)
- My Father, Rua Alguem 5555, regia Egidio Eronico (2003)
- Piața celor cinci luni, regia Renzo Martinelli (2003)
- Peperoni ripieni e pesci in faccia, regia Lina Wertmüller (2004)
- The Bridge of San Luis Rey, regia Mary McGuckian (2004)
- Vânzătorul de pietre, regia Renzo Martinelli (2006)
- Maimuțele ucigașe, regia Robert Young (2007)
- Come le formiche, regia Ilaria Borrelli (2007)
- Carnera - The Walking Mountain, regia Renzo Martinelli (2008)
- Perestroika, regia Slava Tsukerman (2009)
- Barbarossa, regia Renzo Martinelli (2009)
- Goltzius and the Pelican Company, regia Peter Greenaway (2011)
- Dead Man Down, regia Niels Arden Oplev (2013)
- Misterul lui Dante, regia Louis Nero (2013)
- 11 septembrie 1683, regia Renzo Martinelli (2013)
- I Looked in Obituaries, regia Giancarlo Giannini (2013)
- Inside Llewyn Davis, regia Joel și Ethan Coen (2013)
- The Grand Budapest Hotel, regia Wes Anderson (2014)

## Televiziune
- Marco Polo - 6 episoade (1982)
- I promessi sposi, regia Salvatore Nocita (1989)
- A Season of Giants, regia Jerry London - film TV (1989)
- Călătorie în mijlocul pământului, regia William Dear (1993) - film TV
- Dead Man's Walk - miniserie TV (1996)
- Color of Justice, regia Jeremy Kagan - film TV (1997)
- Excellent Cadavers - film TV (1999)
- Ester - Regina Persiei (Esther), regia Raffaele Mertes - film TV (1999)
- The Darkling, regia Po-Chih Leong - film TV (2000)
- L'inchiesta, regia Giulio Base - miniserie TV (2006)
- Shark Swarm, regia James A. Contner - film TV (2008)
- Saving Grace, serial TV, episodul 3x04 (2009)
- Law & Order: Criminal Intent – serial TV, episodul 9x16 (2010)
- Soția perfectă – serial TV, episodul 2x14 (2011)
- Louie – serial TV, episodul 2x13-3x08 (2011-2012)
- Homeland - serial TV, 14 episoade (2012-în curs de desfășurare)